# Hydraena gracilis
Hydraena gracilis es una especie de escarabajo del género Hydraena, familia Hydraenidae. Fue descrita científicamente por Germar en 1823.
Esta especie se encuentra en Ucrania y Rusia.